# 2021年米露首脳会談
2021年米露首脳会談（2021ロシア＝アメリカ・サミット、ジュネーヴ2021、バイデン＝プーチン・サミット）は、スイスのジュネーヴで開催されたアメリカ合衆国大統領ジョー・バイデンとロシア連邦大統領ウラジーミル・プーチンによる首脳会談である。

## 歴史
冷戦中にはジュネーヴで2度アメリカ合衆国とロシアの首脳会談が開催されていた。1955年、イギリス、フランス、ソビエト連邦、アメリカ合衆国の指導者たちは世界の安全保障について議論した。1985年、アメリカ合衆国大統領のロナルド・レーガンとソビエト連邦共産党書記長のミハイル・ゴルバチョフが外交関係や核兵器について協議した。

## 背景

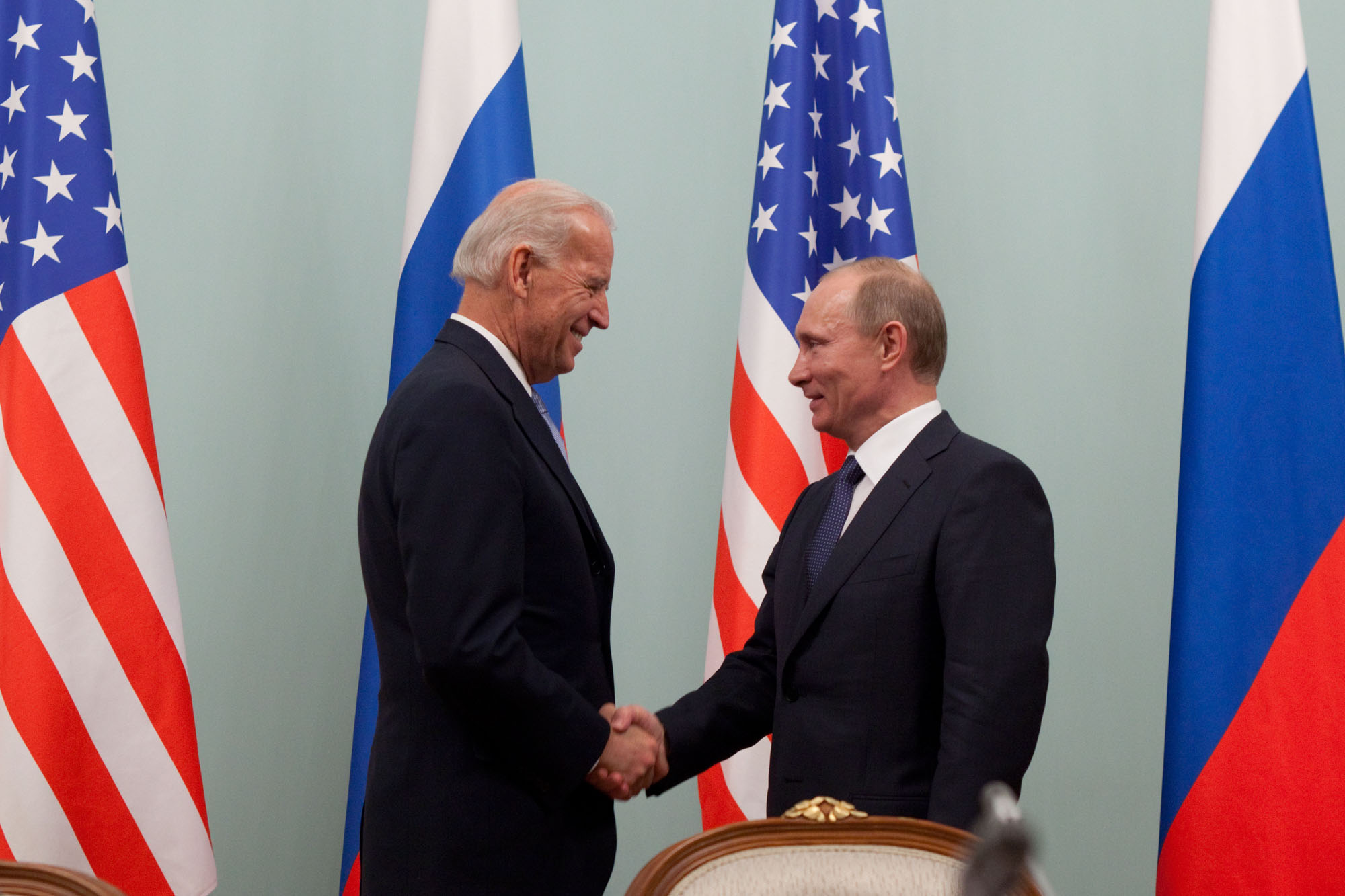
2011年3月、当時副大統領のジョー・バイデンと首相のウラジーミル・プーチン（ロシア・モスクワ）

バイデンとプーチンはこの首脳会談に先立ち、バイデンが副大統領でプーチンが首相であった2011年3月にモスクワで一度面会している。バイデンはグループ会議の後にプーチンと個人的に会い、「首相閣下、私は貴方の目を見ている」と述べ、「私は貴方に魂があるとは思えない」と続けた（2001年のプーチンとブッシュの首脳会談におけるブッシュの「私はこの男の目を見て...彼の魂を感じられた」発言を参照している）。プーチンは「我々は互いに理解し合える」と応えた。
副大統領時代のバイデンは当時のウクライナ大統領のペトロ・ポロシェンコに対し、同国の天然ガス産業からドミトロ・フィルタシュなどの中間業者を排除し、ロシアへの天然ガス輸入依存を減らすように促した。プーチンは収賄と組織犯罪容疑でのアメリカへの身柄引き渡しを争っているフィルタシュの任命に同意したと伝えられている。
バイデン政権は首脳会談の2ヶ月前、2016年および2020年の大統領選挙への干渉など敵対的活動を行ったロシアへの罰則措置をとった。国家安全保障補佐官のジェイク・サリバンはこの措置には金融制裁を含む「目に見えるのと目に見えないツールの混合」があると述べた。
2021年5月、バイデン政権はロシアのドイツへのガスパイプラインであるノルド・ストリーム2の事業会社とその最高経営責任者に対するCAATSA制裁を解除した。ロシア外務次官のセルゲイ・リャブコフは「二国間関係の正常化に向けて徐々に移行するチャンス」と歓迎した。
バイデンは首脳会談に向かう途中のイギリスで米軍関係者に向かって「我々はロシアとの対立を求めているのではない。我々は安定した予測可能な関係を望んでいる。ロシア政府が有害な活動に従事する場合、アメリカは強固で意味のある方法で対応する」と明言した。バイデンは更に「プーチン氏に会い、知って欲しいことを伝える」と付け加えた。
会談の数日前、プーチンはアメリカ内の食肉加工会社に対するサイバー攻撃の責任を再び否定した。プーチンは以前にこの非難は会談に先立って対立を誘発する試みであると述べた。ロシアの犯罪組織がランサムウェア攻撃で告訴された。
ロシアはまた北大西洋条約機構（NATO）を拡大する計画について長年の懸念を持っていた。首脳会談の2日前にブリュッセルでNATO同盟国と会談したバイデンはNATOがウクライナ加盟に合意したというウクライナ大統領のウォロディミル・ゼレンスキーの主張に対して反論した。ウクライナの帰属に関してはアメリカ・ロシア間で根強く争われている問題である。
ロシア専門家の助言に従い、バイデンはプーチンが勝利したかのように見えるのを避けるために会談後のプーチンとの共同記者会見を行わないことを前夜までに決定した。

### 開催場所

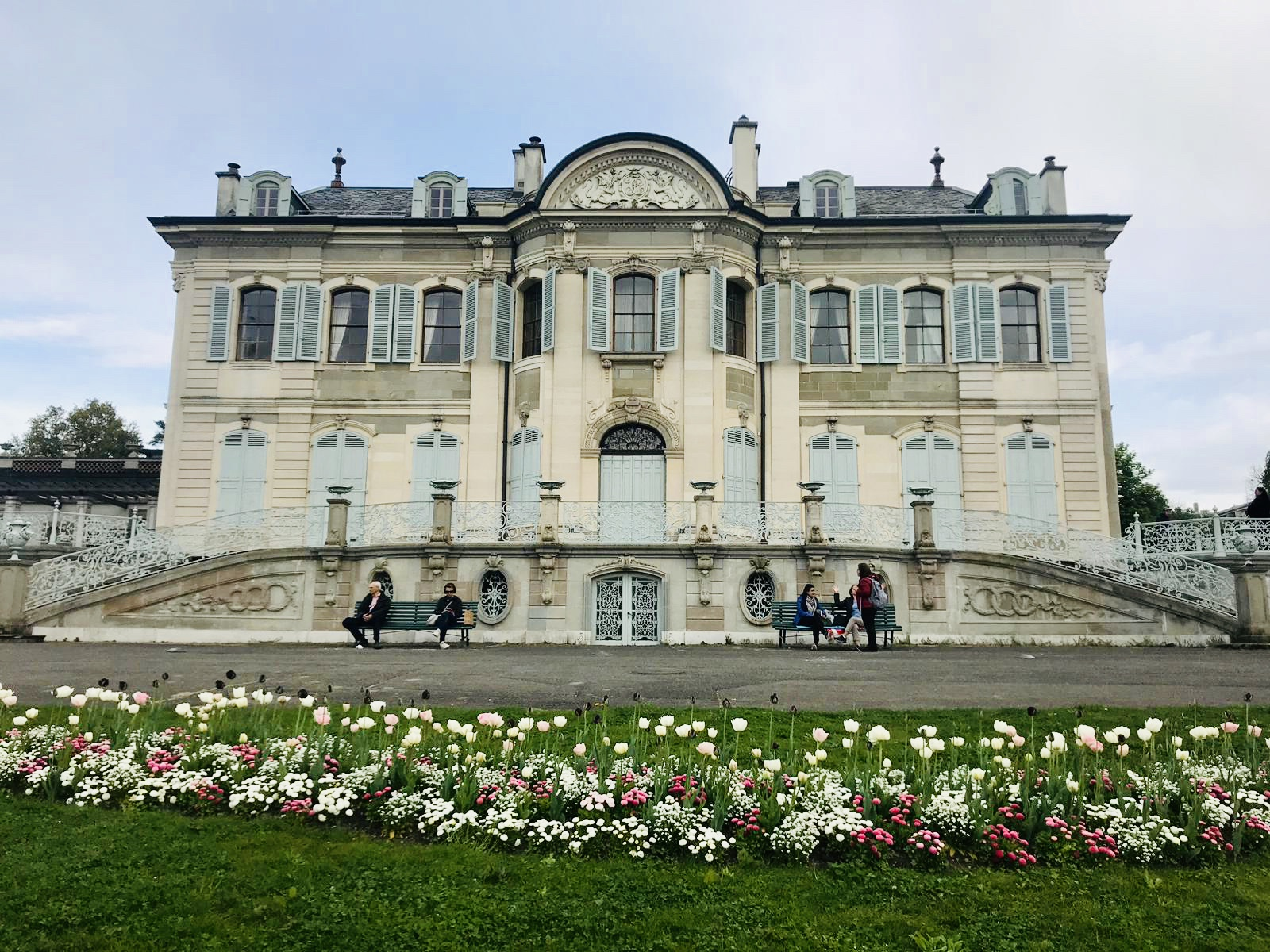
首脳会談が開催されたジュネーヴのヴィラ・ラ・グランジュ

首脳会談はレマン湖を見下ろせる18世紀の歴史的建造物であるヴィラ・ラ・グランジュで開催された。開催に先立ってスイス警察と兵士がヴィラを囲む公園を閉鎖し、バリケードと有刺鉄線を設置した。

## 議題
今回の首脳会談はロシアとバイデン政権との関係の方向性を示すものと期待された。1月にバイデンが大統領に就任して以来、両者の直接会談は初めてであった。しかしながら両国政府関係者は劇的なブレイクスルーの可能性を事前に軽視していた。
予想される議題の中で重要度が高かったのは核軍備管理に関する協議であった。2021年6月、バイデン政権の国家安全保障補佐官であるジェイク・サリバンは「我々が目指すのは両大統領が戦略的安定性の問題についてチームに明確な合図を送られるようにすることであり、これにより軍備管理やその他の各分野を前進させ、関係の側面の緊張と不安定さを軽減する事が出来る」と述べた。
バイデンは首脳会談の前に人権の問題を提起すると述べた。これはロシア野党指導者のアレクセイ・ナワリヌイの毒殺未遂と投獄の件を含むと考えられた。近年、ロシアとアメリカは平時に他国のインフラを攻撃したりサイバー犯罪者を保護したりしないとう25カ国の協定に繰り返し違反していることから、サイバーセキュリティについても議論されることが予想された。
その他の議題としては選挙への干渉やウクライナの主権などが予想された。2人の過去の電話会談に基づいてアメリカ当局はこの会談が長期化すると想定した。
ロシアはCOVID-19パンデミック、世界的な紛争、テロリズム、核兵器数の削減の議論を期待していると述べた。両首脳は1月に核不拡散条約の新STARTを5年間延長することで合意していた。
首脳会談に先立ち、多くの地元団体がデモを発表した。ジュネーヴ当局が集会許可証の発行を拒否したケースがいくつかあり、政治レベルでの基本的権利の侵害であるとして批判を浴びた。

## 代表団

### アメリカ合衆国
- ジョー・バイデン - 大統領[30]
- アントニー・ブリンケン - 国務長官[30]
- ジェイク・サリバン - 国家安全保障補佐官[30]
- ビクトリア・ヌーランド - 政治担当国務次官[30]
- ジョン・J・サリバン - 在ロシアアメリカ合衆国大使[30]
- エリック・グリーン - 国家安全保障会議ロシア担当首席顧問[30]
- ステルゴス・カロウディス - 国家安全保障会議ロシア担当首席顧問[31]

### ロシア連邦
- ウラジーミル・プーチン - 大統領[32]
- セルゲイ・ラブロフ - 外務大臣[32]
- アナトリ―・アントノフ（英語版） - 在アメリカ合衆国ロシア大使[32]
- ユーリ・ウシャコフ - 外交政策大統領補佐官[32]
- ドミトリー・ペスコフ - クレムリン報道官[32]
- ワレリー・ゲラシモフ - ロシア軍参謀総長[32]
- セルゲイ・リャブコフ - 外務次官[32]
- ドミトリー・コザク - クレムリン副首席補佐官[32]
- アレクサンドル・ラヴレンティエフ - シリア調停担当ロシア大統領特別代表[32]

## 会談
会談は合計で3時間半続いたが、これは予定よりも短かった。バイデンはプーチンにカスタムメイドのサングラスとバイソンのクリスタル彫刻を贈った。
最初のセッションはブリンケンとラブロフも参加する小規模なものであった。2回目のセッションではより多くの側近が参加した。

### 議論された内容
両国は核兵器の管理、サイバーセキュリティに関する対話を開始することで合意した。また両国は互いに大使を帰任させることを決定した。しかしながらウクライナとナワリヌイ投獄問題についての進展は無かった。

## 会談後

### 記者会見
首脳会談後、バイデンは記者団に対し、今後のランサムウェア攻撃による影響と人権侵害がロシアの国際的地位を損なっていることを警告したと述べた。
プーチンは別の記者会見で会見は建設的で敵意は無かったと説明したが、アメリカは議会議事堂を襲撃した「平和的な抗議者」に対して「弾圧」したと批判し、「無秩序」なブラック・ライヴズ・マターのような運動がロシアで盛んになることを望まないとも述べた。

### 反応
首脳会談の翌日、プーチンは結果を賞賛し、バイデンを鋭敏で抜け目のない交渉者であると賞賛した。